# Omar Govea
Omar Nicolás Govea García (* 18. Januar 1996 in San Luis Potosí) ist ein mexikanischer Fußballspieler. Der Mittelfeldspieler ist seit November 2017 mexikanischer Nationalspieler.

## Karriere

### Verein
Omar Govea spielte zwei Jahre in der Jugend des San Luis FC, bevor er 2012 in die U-17 des Traditionsvereins Club Américas wechselte. Im Juli 2014 wurde er zum Zweitligisten Mineros de Zacatecas verliehen, um Spielpraxis zu sammeln. Bei Mineros debütierte er am 5. August 2014 in der Copa México gegen Leones Negros, als er eingewechselt wurde. Nach Ende der Leihe bei Zacatecas wurde er im Sommer 2015 vom FC Porto geliehen, welche in sofort in deren B-Mannschaft verschoben. Er debütierte für Porto B in der LigaPro am 15. August beim 2:1-Auswärtssieg über CD Santa Clara. Für Porto B kam Govea in der Saison 2015/16 auf 35 Einsätze.
Nach der Saison verpflichtete Porto den Mittelfeldspieler fest für eine Ablösesumme in Höhe von zwei Millionen Euro. Er unterschrieb bei den Portugiesen einen Vertrag bis Sommer 2020. Bereits am 6. Juli 2016 wurde Govea jedoch zum belgischen Erstligisten Royal Excel Mouscron verliehen. Dort debütierte er am 13. Juli beim 1:0-Auswärtssieg über den KV Oostende. Sein erstes Pflichtspieltor in seiner professionellen Karriere konnte Omar Govea bereits am nächsten Spieltag erzielen. Bei der 2:5-Heimniederlage gegen den RSC Charleroi traf der Mexikaner in der 63. Minute zum 2:5-Endstand. Govea wirkte im Trikot Mouscrons in 33 Partien mit, in denen ihm vier Tore und sechs Vorlagen gelangen. Am 16. August 2018 wechselte er erneut leihweise für eine Saison in die Jupiler Pro League. Diesmal lieh ihn Royal Antwerpen aus. Der Traditionsverein sicherte sich außerdem eine Kaufoption für Govea.
Am 9. Juli 2019 wechselte Govea fest zum belgischen Erstligisten SV Zulte Waregem, wo er einen Dreijahresvertrag unterzeichnete. Sein erstes Spiel bestritt er am 27. Juli (1. Spieltag) bei der 0:2-Heimniederlage gegen den KV Mechelen. Govea etablierte sich bei der Essevee rasch als Stammspieler. Am 14. Dezember 2019 (19. Spieltag) erzielte er beim 5:1-Heimsieg gegen die VV St. Truiden einen Doppelpack. Diese beiden Tore blieben in 21 Ligaeinsätzen seine einzigen in der Saison 2019/20.
In der Saison 2020/21 bestritt Govea 28 von 34 möglichen Ligaspielen für Waregem, in denen er zwei weitere Tore schoss, sowie ein Pokalspiel. In der nächsten Saison waren es 6 von 34 möglichen Ligaspielen ohne Tor.
Im September 2022 wechselte er nach kurzer Vereinslosigkeit zum rumänischen Erstligisten FC Voluntari.

### Nationalmannschaft
Am 13. November 2017 debütierte Omar Govea in der Mexikanischen Nationalmannschaft im Freundschaftsspiel gegen Polen.

## Erfolge

### FC Porto B
- Meistertitel in der LigaPro: 2015/16